# Lugal-irra i Meslamta-ea
Lugal-irra i Meslamta-ea – w mitologii mezopotamskiej para boskich bliźniaków, związanych ze światem podziemnym i bogiem Nergalem.
W tradycji mezopotamskiej obu bogów uznawano za strażników świata podziemnego. W okresie nowoasyryjskim przedstawiające ich figurki zakopywano w wejściach do domów, aby strzegły one domowników przed złem. Figurkę jednego boga zakopywano zazwyczaj po lewej stronie drzwi, a figurkę drugiego boga po stronie prawej. Obie figurki były identyczne: przedstawiały one stojącego boga, odzianego w długą szatę i tiarę wielorożną, trzymającego w rękach siekierę i maczugę. O obu bogach jako o strażnikach wspomina też seria zaklęć Maqlû, która opisuje ich jako „bogów-strażników, którzy wyrywają serce i ściskają wątroby”.
Najstarsze informacje o obu bogach jako boskiej parze bliźniaków pochodzą z okresu starobabilońskiego. O samym bogu Meslamta-ea (sum. dmes-lam-ta-è-a, tłum. „ten, który wychodzi z Meslam”) wspominają już teksty z okresu wczesnodynastycznego IIIa, gdzie nazywany jest on Lugal-meslama („Królem Meslam”). Z czasem Meslamta-ea utożsamiony został z Nergalem: Nergal pod imieniem Meslamta-ea czczony był na przykład w mieście Kuta. O bogu Lugal-irra (sum. dlugal-ír/ir9-ra, znaczące najprawdopodobniej „potężny pan”) najstarsze informacje pochodzą dopiero z okresu starobabilońskiego, kiedy to wymieniany już on jest jako boski bliźniak Meslamta-ei. Jego również z czasem utożsamiać zaczęto z bogiem Nergalem. Począwszy od okresu starobabilońskiego aż do okresu panowania Seleucydów Meslamta-ea i Lugal-irra, już jako boska para bliźniaków, wzmiankowani są regularnie w tekstach, głównie tych o charakterze magicznym.
Boscy bliźniacy Lugal-irra i Meslamta-ea pierwotnie byli najprawdopodobniej bóstwami opiekuńczymi miasta Kisiga w północnej Babilonii, ale z czasem zaczęto ich również wiązać z miastem Durum w pobliżu Uruk, gdzie Sin-kaszid (XIX w. p.n.e.) kazał dla nich wznieść dwie świątynie.
W mezopotamskich tekstach o charakterze astronomicznym/astrologicznym Lugal-irra i Meslamta-ea byli określani jako „Wielcy Bliźnięta” (znak zodiaku Bliźnięta, gwiazdozbiór Bliźniąt).